# Ralph Moody
Ralph Moody (New Hampshire, 16 de dezembro de 1898 - 28 de junho de 1982) foi um autor estadunidense que escreveu 17 novelas e autobiografias sobre o oeste americano. Quando tinha oito anos a família mudou-se para o Colorado na esperança de que um clima seco melhorasse a tuberculose do pai de Ralph, Charles, que morreria três anos depois. Moody detalhou as suas experiências no Colorado no primeiro livro da série Little Britches, conhecida no Brasil como Toquinho de calças.

## Novelas
- Kit Carson and the Wild Frontier (1955)
- Geronimo, Wolf of the Warpath (1958)
- Riders of the Pony Express (1958)
- Wells Fargo (1961)
- Silver and Lead: The Birth and Death of a Mining Town (1961)
- America Horses (1962)
- Come on Seabiscuit (1963)
- The Old Trails West (1963)
- Stagecoach West (1967)

## Autobiografias
- Little Britches (1950)
- Man of the Family (1951)
- The Fields of Home (1953)
- The Home Ranch (1956)
- Mary Emma & Company (1961)
- Shaking the Nickel Bush (1962)
- Dry Divide (1963)
- Horse of a Different Color (1968)